# Reprezentacja Cypru U-21 w piłce nożnej mężczyzn
Reprezentacja Cypru U-21 w piłce nożnej – młodzieżowa reprezentacja Cypru sterowana przez Cypryjski Związek Piłki Nożnej. 
Młodzi Cypryjczycy jak do tej pory ani razu nie zakwalifikowali się do Mistrzostw Europy U-21.